# Oszkowice (gromada 1954–1961)
Oszkowice – dawna gromada, czyli najmniejsza jednostka podziału terytorialnego Polskiej Rzeczypospolitej Ludowej w latach 1954–1972.
Gromady, z gromadzkimi radami narodowymi (GRN) jako organami władzy najniższego stopnia na wsi, funkcjonowały od reformy reorganizującej administrację wiejską przeprowadzonej jesienią 1954 do momentu ich zniesienia z dniem 1 stycznia 1973, tym samym wypierając organizację gminną w latach 1954–1972.
Gromadę Oszkowice siedzibą GRN w Oszkowicach utworzono – jako jedną z 8759 gromad na obszarze Polski – w powiecie łowickim w woj. łódzkim, na mocy uchwały nr 33/54 WRN w Łodzi z dnia 4 października 1954. W skład jednostki weszły obszary dotychczasowych gromad Drogusza, Oszkowice, Trzaskowice i Łazin (z wyłączeniem parcelacji Łazinek) oraz kolonia Żdżary z dotychczasowej gromady Wola Gosławska ze zniesionej gminy Bielawy w powiecie łowickim; ponadto obszar dotychczasowej gromady Piaski Bankowe, kolonia Piaski-Zygmuntów i kolonia Leżajna B z dotychczasowej gromady Piaski-Leżajna, a także wieś Orenice, kolonia Stefanów Orenicki, kolonia Oreniczki i kolonia Orenice-Oreniczki Nr 1, 2 i 3 z dotychczasowej gromady Orenice ze zniesionej gminy Piątek w powiecie łęczyckim. Dla gromady ustalono 17 członków gromadzkiej rady narodowej.
1 stycznia 1959 z gromady Oszkowice wyłączono przysiółek Oreniczki włączając go do gromady Piątek w powiecie łęczyckim.
31 grudnia 1959 z gromady Oszkowice wyłączono kolonie Stefanów Orenicki i Orenice-Oreniczki włączając je do gromady Piątek w powiecie łęczyckim.
Gromadę zniesiono 31 grudnia 1961, a jej obszar włączono do nowo utworzonej gromady Emilianów.
Uwaga: Gromada Oszkowice (o innym składzie) istniała w powiecie łowickim także w latach 1970–72.